# 22e Primetime Emmy Awards
De 22e Primetime Emmy Awards, waarbij prijzen werden uitgereikt in verschillende categorieën voor de beste Amerikaanse televisieprogramma's die in primetime werden uitgezonden tijdens het televisieseizoen 1969-1970, vond plaats op 7 juni 1970.

## Winnaars en nominaties - televisieprogramma's
(De winnaars staan bovenaan in vet lettertype.)

#### Dramaserie
(Outstanding Drama Series)
- Marcus Welby, M.D.
  - The Forsyte Saga
  - Ironside
  - The Mod Squad
  - The Name of the Game
  - NET Playhouse

#### Komische serie
(Outstanding Comedy Series)
- My World and Welcome to It
  - The Bill Cosby Show
  - The Courtship of Eddie's Father
  - Love, American Style
  - Room 222

## Winnaars en nominaties - acteurs

### Hoofdrollen

#### Mannelijke hoofdrol in een dramaserie
(Outstanding Continued Performance by an Actor in a Leading Role in a Dramatic Series)
- Robert Young als Dr. Marcus Welby" on Marcus Welby, M.D.
  - Raymond Burr als Robert T. Ironside in Ironside
  - Mike Connors als Joe Mannix in Mannix
  - Robert Wagner als Alexander Mundy in It Takes a Thief

#### Mannelijke hoofdrol in een komische serie
(Outstanding Continued Performance by an Actor in a Leading Role in a Comedy Series)
- William Windom als John Monroe in My World and Welcome to It
  - Bill Cosby als Chet Kincaid in The Bill Cosby Show
  - Lloyd Haynes als Pete Dixon in Room 222

#### Vrouwelijke hoofdrol in een dramaserie
(Outstanding Continued Performance by an Actress in a Leading Role in a Dramatic Series)
- Susan Hampshire als Fleur Mont Forsyte in The Forsyte Saga
  - Joan Blondell als Lottie Hatfield in Here Come the Brides
  - Peggy Lipton als Julie Barnes in The Mod Squad

#### Vrouwelijke hoofdrol in een komische serie
(Outstanding Continued Performance by an Actress in a Leading Role in a Comedy Series)
- Hope Lange als Carolyn Muir in The Ghost & Mrs. Muir
  - Elizabeth Montgomery als Samantha Stephens in Bewitched
  - Marlo Thomas als Ann Marie in That Girl

### Bijrollen

#### Mannelijke bijrol in een dramaserie
(Outstanding Continuing Performance by an Actor in a Supporting Role in Drama)
- James Brolin als Dr. Steven Kiley in Marcus Welby, M.D.
  - Greg Morris als Barney Collier in Mission: Impossible
  - Tige Andrews als Adam Greer in The Mod Squad

#### Mannelijke bijrol in een komische serie
(Outstanding Continuing Performance by a Supporting Actor in a Comedy Series)
- Michael Constantine als Seymour Kaufman in Room 222
  - Werner Klemperer als Col. Wilhelm Klink in Hogan's Heroes
  - Charles Nelson Reilly als Claymore Gregg in The Ghost & Mrs. Muir

#### Vrouwelijke bijrol in een dramaserie
(Outstanding Continuing Performance by an Actress in a Supporting Role in Comedy)
- Gail Fisher als Peggy Fair in Mannix
  - Barbara Anderson als Eve Whitfield in Ironside
  - Susan Saint James als Peggy Maxwell in The Name of the Game

#### Vrouwelijke bijrol in een komische serie
(Outstanding Continuing Performance by a Supporting Actress in a Comedy Series)
- Karen Valentine als Alice Johnson in Room 222
  - Agnes Moorehead als Endora in Bewitched
  - Lurene Tuttle als Hannah Yarby in Julia